# Danny Ortiz
Danny Ortiz (* 26. Juli 1976 in Las Palmas; † 29. Februar 2004 in Guatemala-Stadt) war ein guatemaltekischer Fußballspieler.

## Karriere

### Verein
Ortiz erlernte das Fußball-ABC in verschiedenen Jugendvereinen Guatemalas. Seine Profikarriere begann 1998 bei CD Suchitepéquez. Nach zwei Jahren wechselte er zu Ligakonkurrent Deportivo Carchá. 2001 folgte dann der Wechsel zum guatemaltekischen Spitzenklub CSD Comunicaciones, ein Jahr später unterzeichnete er beim anderen Liga-Top-Klub CSD Municipal. Mit Municipal gewann er auf Anhieb 2002 Clausura-Meisterschaft. Im Jahr darauf gelang der Sieg des Apertura-Titels.
Am 29. Februar 2004, bei einem Spiel seines Vereins CSD Municipal gegen CSD Comunicaciones, erlitt der Torhüter nach einem Zusammenprall mit dem gegnerischen Stürmer Mario Rafael Rodríguez einen Riss des Herzbeutels und verstarb daran im Krankenhaus.

### Nationalmannschaft
Ortiz spielte als Torwart in der guatemaltekischen Fußballnationalmannschaft. Im Februar 2001 gab er sein Debüt im Freundschaftsspiel gegen Panama sein Debüt für die Farben seines Landes. Kurz darauf stand er im Kader für die Central American Cup, bei dem Guatemala den Titel gewinnen konnte. Im Jahr darauf stand Ortiz im Aufgebot beim CONCACAF Gold Cup 2002, wo er hinter Edgar Estrada die Nummer zwei im Team von Nationaltrainer Julio César Cortés war. Nach der 1:3-Auftaktniederlage, lief Ortiz im zweiten und letzten Gruppenspiel gegen El Salvador in der Startelf seines Teams. Die Partie ging 0:1 verloren und Guatemala schied aus dem Turnier aus. Bis zu seinem Tod im Jahr 2004 wurde er regelmäßig in die Nationalelf berufen.

## Erfolg

### Verein
- Clausura-Meisterschaft mit CSD Municipal: 2002
- Apertura-Meisterschaft mit CSD Municipal: 2003

### Nationalmannschaft
- Central American Cup: 2001